# Arenosetella monensis
Arenosetella monensis är en kräftdjursart som beskrevs av Wells 1979. Arenosetella monensis ingår i släktet Arenosetella och familjen Ectinosomatidae. Inga underarter finns listade i Catalogue of Life.